# Orquesta Sinfónica de Amberes
La Orquesta Sinfónica de Amberes es la orquesta sinfónica de Flandes (Bélgica), y tiene su sede en el Teatro Reina Isabel de Amberes. La directora titular de la orquesta es Elim Chan. La orquesta también cuenta con un director honorífico, Philippe Herreweghe. Esta organización es una de las siete instituciones artísticas de la Comunidad Flamenca y constituye uno de los principales referentes culturales de la región.
Desde su creación en 1955, la misión de la Orquesta Sinfónica de Amberes ha sido la de llegar a un público lo más amplio posible, con un repertorio sinfónico clásico y contemporáneo. En Bélgica, además de en su sede de Amberes, la orquesta toca cada temporada en Flandes Oriental, (Centro musical De Bijloke), en Flandes Occidental (Palacio de conciertos de Brujas), en Limburgo (Centro cultural de Hasselt) y en Bruselas (Bozar/Palacio de Bellas Artes). Como embajadora cultural de Flandes, la orquesta realiza giras internacionales cada temporada, tanto dentro como fuera de Europa. 
Además de a sus conciertos habituales, la Orquesta Sinfónica de Amberes dedica parte de sus actividades a trabajar con jóvenes y a proyectos sociales para personas con discapacidad o inmigrantes. Precisamente por esto, en 2016 la orquesta fue galardonada con el premio “Iedereen Klassiek” de radio Klara.
Joost Maegerman es el gerente de la orquesta desde 2015.

## Denominaciones
A lo largo de su historia la orquesta ha tenido varios nombres:
- Desde abril de 2017 es la Orquesta Sinfónica de Amberes (Antwerp Symphony Orchestra).
- A partir de septiembre de 2002 fue la Orquesta Filarmónica de Flandes / Real Filarmónica Flamenca (Koninklijke Filharmonie van Vlaanderen / Royal Flemish Philharmonic), también conocida como deFilharmonie.
- A partir de julio de 1985 fue la Real Orquesta Filarmónica de Flandes (Koninklijk Filharmonisch Orkest van Vlaanderen).
- A partir de julio de 1983 fue la Orquesta Filarmónica de Flandes (Filharmonisch Orkest van Vlaanderen).
- En el momento de su fundación, en 1955, su nombre era La Filarmónica de Amberes (De Philharmonie van Antwerpen).

## Historia
La orquesta forma parte de una larga tradición de sociedades filarmónicas en Amberes. Como precursora más antigua se puede mencionar a la Société Royale d’Harmonie d’Anvers (que actualmente sigue activa bajo la denominación Sorodha). Esta sociedad musical, que se fundó en 1814, tenía una gran cantidad de miembros y una agenda muy cívica: su finalidad era elevar la moral de los habitantes de Amberes a través de la música clásica.
En una línea más directa, las raíces de la Orquesta Sinfónica de Amberes también se encuentran en la Real Sociedad de Zoología de Amberes, Koninklijke Maatschappij voor Dierkunde (KMDA). Desde sus inicios en 1843, esta asociación se centró principalmente en la zoología y en la conservación de la naturaleza. En 1895, la Real Sociedad de Zoología fundó una orquesta para poder dar conciertos para sus miembros. Durante el verano, estos “Conciertos del zoológico” se daban en el mismo zoológico, mientras que durante los meses de invierno la orquesta se trasladaba al “Grote Feestzaal” (el predecesor del actual Teatro Reina Isabel), un edificio construido en 1897 para albergar estos conciertos. Bajo la dirección de Edward Keurvels y, posteriormente, de Flor Alpaerts en el programa se incluyeron obras de compositores como, entre otros, Edvard Grieg, César Franck y Hector Berlioz, pero también se prestó especial atención a compositores flamencos, como Waelput, Blockx, Wambach y De Mol.
En 1903 se fundó otra orquesta en Amberes: la Maatschappij der Nieuwe Concerten van Antwerpen, dirigida por Lodewijk Mortelmans. Esta orquesta contó con directores invitados, como Gustav Mahler, Siegfried Wagner, Hans Richter, Richard Strauss y Serguéi Rajmáninov. Además, solistas como Pablo Sarasate, Jacques Thibaud, Pau Casals y Fritz Kreisler actuaron bajo la dirección de Mortelmans.

### Organización sin fines de lucro Vzw De Philharmonie (1955 - 1983)
Después de la Segunda Guerra Mundial, las orquestas Koninklijke Maatschappij voor Dierkunde y Maatschappij der Nieuwe Concerten desaparecieron de la escena. Además, muchos lugares de entretenimiento de la ciudad sufrieron daños durante la guerra y pocas salas de conciertos sobrevivieron. Por otro lado, en los años cincuenta también era bastante complicado reunir orquestas ocasionales y encontrar escenarios adecuados. En esa época, Amberes solo contaba con una orquesta profesional, la de la Real Ópera Flamenca, que tenía un papel específico en el foso de la orquesta de la ópera.
Gaston Ariën, en colaboración con Jef Maes, J.A. Zwijsen y Steven Candael, fundaron La Filarmónica, De Philharmonie, el 12 de noviembre de 1955, como una organización sin fines de lucro. Los ensayos empezaron el 19 de enero de 1956 y, después de unas cincuenta reuniones, la orquesta dio su primer concierto en el edificio de la ópera, concretamente el 10 de diciembre de 1956.
Para la orquesta fue todo un desafío encontrar una sede permanente. La gran sala de fiestas “Grote Feestzaal” de la Real Sociedad de Zoología era la única sala que contaba con un escenario lo bastante grande. Pero esta sala fue demolida en 1958 para construir en su lugar el Teatro Reina Isabel. Durante las obras, la Filarmónica ensayó alternativamente en diferentes espacios de Amberes, como la sala Alpaertszaal del zoológico y el pabellón de deportes Olympia en el Zuid (que después se convertiría en la discoteca Zillion).
En 1959, el holandés Eduard Flipse se convirtió en el primer director titular de La Filarmónica. Durante los años sesenta, La Filarmónica experimentó un período de esplendor. En 1960, la reina Isabel inauguró el nuevo teatro que llevaría su nombre, el Teatro Reina Isabel. A partir de entonces, la orquesta tuvo a su disposición una sala de conciertos más que correcta. Además, la cadena de televisión BRT contaba regularmente con los servicios de la orquesta.
En 1970 Flipse dejó el cargo. Varios miembros de la propia orquesta se encargaron de dirigirla; primero Valère Lenaerts y, tres años después, Enrique Jordá. André Vandernoot fue director invitado desde 1975 hasta 1983.
A partir de 1980 La Filarmónica unió fuerzas con deSingel. Con ello, muchos años después, se consiguió hacer realidad el sueño de Peter Benoit, el fundador del Real Conservatorio Flamenco de Amberes. La orquesta tenía un segundo escenario de calidad en su ciudad natal. Sin embargo, desde el punto de vista presupuestario la situación era cada vez más complicada. El ministro de Cultura Karel Poma amenazaba con disolver la orquesta. Para este fin, el ministro encargó la redacción de un informe de investigación en el que se concluía que era necesaria una reorganización drástica.

### La Filarmónica de Flandes (1983 - 1985)
En respuesta a las conclusiones del informe de investigación, en 1983 se fundó una nueva organización sin fines de lucro con el nombre de Filarmónica de Flandes (De Filharmonie van Vlaanderen). Emil Tchakarov asumió el puesto de director titular y se formó un nuevo consejo de administración. Gracias a un cambio en la legislación, ahora la orquesta pudo empezar a organizar conciertos por su cuenta.

### Real Orquesta Filarmónica de Flandes (1985 - 2002)
En 1985, la orquesta cambió su nombre por el de Real Orquesta Filarmónica de Flandes (Koninklijk Filharmonisch Orkest van Vlaanderen).
En 1987 Günter Neuhold fue nombrado nuevo director titular. Concedió un gran protagonismo a las obras de compositores flamencos contemporáneos, como Luc Brewaeys. En 1996 se asignó a la orquesta un local de ensayos permanente en un edificio de nueva construcción en el barrio de Eilandje de Amberes.
En la temporada 1998-1999 Philippe Herreweghe inició su etapa como director artístico; desde entonces, es miembro permanente de la orquesta.

### deFilharmonie - Royal Flemish Philharmonic (2002 - 2017)
En 2002, el creciente interés internacional por la orquesta se tradujo en un nuevo nombre: la Filarmónica (deFilharmonie).
En 2008 Jaap van Zweden fue nombrado director titular, mientras que Martyn Brabbins fue designado como director permanente y Philippe Herreweghe como director principal. De este modo se creó una sólida base artística para la orquesta. En 2011, Edo de Waart sustituyó al director titular Jaap van Zweden. En 2009, con el apoyo de la Comunidad Flamenca y después de consultar con el arquitecto del gobierno flamenco, se decidió construir un nuevo Teatro Reina Isabel, con deFilharmonie como orquesta residente.
Después de tres años de obras, en noviembre de 2016, en el mismo lugar, el nuevo Teatro Reina Isabel fue inaugurado por la reina Matilde; deFilharmonie dio cuatro conciertos inaugurales. Desde entonces, la orquesta ensaya, da conciertos y hace grabaciones en el Teatro Reina Isabel.

### Orquesta Sinfónica de Amberes (desde 2017)
La nueva sala de conciertos, con prestigio internacional, era la ocasión perfecta para dar a la orquesta un nuevo nombre. El 3 de abril de 2017 la orquesta cambió su denominación por la de Orquesta Sinfónica de Amberes.
Cada año, desde la temporada 2017-2018 y en colaboración con deSingel, la Orquesta Sinfónica de Amberes recibe en el Teatro Reina Isabel a varias orquestas internacionales.
A partir de la temporada de conciertos 2019-2020, Elim Chan es la nueva directora principal de la Orquesta Sinfónica de Amberes. La directora tenía 31 años cuando se unió a la orquesta como directora titular, convirtiéndose en la persona más joven en asumir este puesto en toda la historia de la orquesta.

## Conciertos

### Espacios
Además de sus conciertos en el Teatro Reina Isabel, la orquesta también toca cada temporada en otros espacios de Amberes, como en deSingel, De Roma, AMUZ, Carolus Borromeuskerk, la Catedral de Nuestra Señora y la plaza Sint-Jansplein. También actúa en salas de conciertos como el Palacio de Bellas Artes de Bruselas, el Palacio de conciertos de Brujas, el Centro musical De Bijloke de Gante y el CCHA de Hasselt.
La Orquesta Sinfónica de Amberes, en su calidad de Embajadora Cultural de Flandes, ha dado asimismo conciertos en el extranjero, como la sala Filarmónica de San Petersburgo, el Gran Teatro Nacional de Pekín, el Musikverein y la Konzerthaus de Viena, el Real Palacio de Conciertos de Ámsterdam, el Suntory Hall y el Bunka Kaikan Hall de Tokio y el Palacio de las Artes de Budapest. En abril de 2019, la Orquesta Sinfónica de Amberes se convirtió en la primera orquesta flamenca en realizar una gira por Sudamérica, con conciertos en el Teatro Mayor de Bogotá, en Colombia, y en la Sala São Paulo de São Paulo, Brasil.

### Tradiciones
La Orquesta Sinfónica de Amberes mantiene varias tradiciones, consistentes en conciertos (anuales) recurrentes.
Todos los años, la Orquesta Sinfónica de Amberes da un concierto en la Catedral de Nuestra Señora de la ciudad, conciertos navideños en la iglesia Carolus Borromeus y un concierto de Año Nuevo en el Teatro Reina Isabel. Además, el primer fin de semana de septiembre, la orquesta ofrece un programa clásico accesible durante el concierto al aire libre en la plaza Sint-Jansplein de Amberes. Esta tradición se mantiene desde hace más de diez años.

## Grabaciones
La Orquesta Sinfónica de Amberes hace grabaciones para renombrados sellos discográficos clásicos, como PHI, BIS Records y PentaTone Classics.

## Educación y divulgación
En el marco de sus actividades de educación y divulgación, la Orquesta Sinfónica de Amberes desarrolla numerosas iniciativas con las que cumple una misión social y educativa. La orquesta promueve la experiencia de la música clásica entre los niños, los jóvenes y las personas vulnerables, con diversos antecedentes culturales, contribuyendo con ello a crear una experiencia cultural sostenible. Este tipo de proyectos, centrados específicamente en los niños y los jóvenes, han sido un hilo conductor a lo largo de la existencia de la Orquesta Sinfónica de Amberes.
Como institución, la Orquesta Sinfónica de Amberes impulsa varias orquestas juveniles (la Orquesta Re-Mix fundada en 2007, la Orquesta Juvenil de Amberes fundada en 2018, así como la Orquesta Juvenil de Flandes fundada en 2018). Asimismo, fundó la Academia de Orquestas Sinfónicas de Amberes en 2018. La orquesta también participa en el taller de composición bienal SoundMine, organizado por Música.

## Dirección

### Directores titulares
- 2019 - actualidad Elim Chan
- 2011 - 2016 Edo de Waart
- 2008 - 2011 Jaap van Zweden
- 2002 - 2008 Daniele Callegari
- 1998 Philippe Herreweghe (desde 1998 vinculado a la Orquesta Sinfónica de Amberes de manera permanente)
- 1995 - 1998 Grant Llewellyn
- 1991 - 1995 Muhai Tang
- 1986 - 1991 Günter Neuhold
- 1983 - 1986 Emil Tchakarov
- 1975 - 1983 André Vandernoot
- 1970 - 1975 Enrique Jordá
- 1959 - 1970 Eduard Flipse

### Gerentes
- 2015 - actualidad Joost Maegerman
- 2009 - 2015 Hans Verbugt
- 2009 Jean Pierre Grootaers
- 2004 - 2008 Hans Waege
- 2000 - 2004 Jan Raes
- 1993 - 2000 Luc Vanackere
- 1991 - 1992 Marc Anseeuw
- 1986 - 1991 Luc Vanackere
- 1984 - 1986 Marc Clémeur
- 1964 - 1983 François Cuvelier

## Discografía (selección)
- Bert Joris: Dangerous Liaison (junto con la Orquesta de Jazz de Bruselas)
- Claude Debussy / Luc Brewaeys: Preludes - Recomposition for symphony orchestra, director Daniele Callegari (2005)
- Ludwig van Beethoven: Sinfonía n.º 4 y Sinfonía n.º 7, director Philippe Herreweghe (2005)
- Maurice Ravel - orquestaciones: Músorgski – Debussy – Chabrier – Schumann
- Giya Kancheli: Simi (para violonchelo y orquesta) y Magnum Ignotum (para conjunto de viento)
- Kalevi Aho: Concierto de trombón y trompeta, director Martyn Brabbins
- Antonín Dvořák: Concierto para violín en la menor / Suk: Fantasía en sol y Canción de amor, director Alan Baribayev
- Wilhelm Stenhammar: Sinfonía número 2, director Christian Lindberg
- Robert Schumann: Sinfonía n.º 2 y Sinfonía n.º 4, director Philippe Herreweghe

Además de esta pequeña selección, la Orquesta Sinfónica de Amberes (deFilharmonie, Royal Flemish Philharmonic, Royal Flemish Philharmonic Orchestra) ha realizado numerosas grabaciones de obras de compositores belgas.